# Kleomenes
Kleomenes ist ein griechischer, männlicher Vorname.

## Herkunft und Bedeutung
Altgriechisch Κλεομένης
Der Name ist altgriechischen Ursprungs und bedeutet der Ruhmreichbleibende.

## Varianten
- Latein: Cleomenes

## Bekannte Namensträger

### Könige von Sparta
- Kleomenes I. (520 – 490 v. Chr.)
- Kleomenes II. (370 – 309 v. Chr.)
- Kleomenes III. (236 v. Chr. – 219 v. Chr.)

### Andere Personen
- Kleomenes (Heerführer), ein spartanischer Heerführer (5. Jahrh. v. Chr.)
- Kleomenes (Böotarch), ein Böotarch zur Zeit Alexanders des Großen
- Kleomenes von Naukratis, ein griechischer Administrator (4. Jahrh. v. Chr.)
- Kleomenes (Sohn des Kleombrotos), Leibwächter von Agesipolis III. (3. Jahrh. v. Chr.)
- Kleomenes (Sänger), ein griechischer Rhapsode
- Kleomenes von Rhegion, ein griechischer Dichter
- Kleomenes (Philosoph), ein kynischer Philosoph
- Kleomenes (Kommentator), ein griechischer Kommentator der Werke von Homer und Hesiod
- Kleomenes (Architekt), ein griechischer Architekt (?) (6. Jahrh. v. Chr.)
- Kleomenes (Mediziner), ein griechischer Arzt (1. Jahrh. n. Chr.)
- Kleomenes (Bildhauer I)  (2./1. Jahrhundert v. Chr.), griechischer Bildhauer aus Athen
- Kleomenes (Bildhauer II) (1. Jahrhundert v. Chr.), griechischer Bildhauer aus Athen
- Kleomenes (Bildhauer III) (1. Jahrhundert v. Chr.), griechischer Bildhauer aus
- Cleomenes, eine Figur in Shakespeares Ein Wintermärchen